# ستيفن فلاورز
ستيفن فلاورز (بالإنجليزية: Stephen Flowers)‏ هو كاتب أمريكي، ولد في 5 مايو 1953 في بونهام في الولايات المتحدة.

## وصلات خارجية
- الموقع الرسمي